# حسین رمضان‌یخی
حسین رمضون یخی با نام اصلی حسین اسماعیل‌پور که با نام رمضون یخی (زاده ۱۲۹۰ - ۱۳۴۷) هم شناخته می‌شود. از گنده لات‌ها، یا گردن کلفت‌ها و رهبران معروف لوطی‌های تهران بود که در صحنه اجتماعی سیاسی ایران در دهه‌های ۱۳۲۰ و ۱۳۳۰ نقش مهمی ایفا کرد. او از بارفروشان میدان تره بار تهران در خیابان مولوی بود.

## پیشینه
رمضان اسماعیل‌پور، پدر حسین، یخ فروش بود. رمضون یخی در دهه ۱۳۲۰ در تهران در دهه اول محرم دسته عزاداری به راه می‌انداخت که گفته شده جزو طولانی‌ترین دسته‌های عزاداری بوده است. رمضان یخی و نوچه‌هایش در دهه ۱۳۳۰ دیوارهای یک سینما که در مجاورت مسجدی در محله دولاب بخش فقیرنشین جنوبی تهران در حال ساخت بود و منافی اخلاق عمومی تلقی می‌شد را خراب کردند. اقدام آنان مالک سینما را از پیگیری این پروژه منصرف کرد. رمضون یخی با طیب حاج‌رضایی داشت. آنها یکبار با هم درگیر شدند که حسین با قمه شکم طیب را پاره کرد. اما پزشک دربار طیب را از مرگ نجات داد. بعدها ارباب زین‌العابدین این دو را آشتی داد. رمضون یخی به خاطر این واقعه به ۱۸ ماه زندان محکوم شد. هفت‌کچلون در این دعوا به نفع حسین رمضون یخی وارد شدند. رمضون یخی و طیب به کافه‌های شهلا و باغ گلشن در مخبرالدوله و شاه آباد، در نزدیکی لاله‌زار، رفت و آمد زیادی داشتند.
در دوره رضاشاه، جاهل‌ها و گردن کلفت‌ها با محدودیت‌های زیادی برای فعالیت خود مواجه بودند. با روی کار آمدن محمدرضا پهلوی، او برای تقویت اردوگاه خود در برابر اپوزیسیون احتمالی از لیبرال‌ها تا کمونیست‌ها به این گروه نزدیک شد. در دوازده سال منتهی به کودتای ۲۸ مرداد ۱۳۳۲ لات‌های تهران مانند شعبان جعفری و رمضون یخی در سیاست فعال بودند و با حمله فیزیکی به مخالفان شاه در آنان را مرعوب می‌کردند. تا زمان کودتای ۲۸ مرداد، رمضون یخی مجموعاً ده سال را در زندان و سه سال را در تبعید در اهواز، کرمان و بندر عباس گذرانده بود. او نخستین بار در ۲۲ سالگی به خاطر چاقو زدن و کشتن یک نفر در یک دعوای شبانه زندانی شد. او پس از آزادی توسط حسیبی و زیرک‌زاده از حزب ایران برای تبلیغ کاندیداهای آنان در انتخابات مجلس در جاهایی که حزب توده در آن پایگاه داشت به خدمت گرفته شد.
رمضون یخی در وقایع سیاسی منتهی به کودتای ۲۸ مرداد ۱۳۳۲ (البته نه به اندازه شعبان جعفری) درگیر بود. او در کنار دیگر رهبران اوباش همچون طیب حاج‌رضایی و شعبان جعفری از رهبران اوباش بود که به همراه نوچه‌هایشان در ۹ اسفند ۱۳۳۱ از سوی علیرضا پهلوی، برادر محمدرضا شاه، برای توطئه ترور نخست‌وزیر وقت محمد مصدق فراخوانده و بسیج شدند. رمضون یخی معمولاً به پیروی از میر سید محمد بهبهانی عمل می‌کرد. رمضون یخی گفته در غروب ۹ اسفند ۱۳۳۱ بود که شنید «شاه قصد دارد در واکنش به بی‌نظمی که هواداران حزب توده ایجاد کرده‌اند کشور را ترک کند.» در روز ۹ اسفند او از رهبران اوباش بود که در کاخ شاه جمع شدند و به نفع او تظاهرات کردند. او وقتی شب به خانه برگشت، به خاطر حمله خانه به خانه نخست‌وزیر وقت محمد مصدق دستگیر شد. او گفته به زور از کودک بیمارش جدا شده، کودکی که چند روز بعد هنگامی که او در زندان بود درگذشت و این واقعه شب ۹ اسفند را برایش تبدیل به کابوس کرد. روزنامه اطلاعات در ۱۰ مرداد ۱۳۳۲ گزارش کرد که رمضون یخی و طیب پس از محاکمه تبرئه شده‌اند. با این که طیب آزاد شد، رمضون یخی به خاطر یک محکومیت قبلی در زندان ماند. نقش مستقیم او در کودتای ۲۸ مرداد در پرده‌ای از ابهام قرار دارد. او گفته که تا شب ۲۸ مرداد در زندان مانده بود. او مدعی است که ستون دوم اوباش در صبح ۲۸ مرداد توسط او و برادرش نقی رهبری می‌شدند. گروه رمضان یخی راهپیمایی خود را از در ۲۸ مرداد از باغ فردوس مولوی، مقر اصلی اوباش تهران شروع کرد. چند تا از هفت کچلون در این گروه درگیر بودند و بعدتر رمضون یخی را در حرکت به سوی خانه اسدالله رشیدیان همراهی کردند.
پس از کودتای ۱۳۳۲ رمضون یخی چندان در صحنه سیاسی ایران فعال نبود. اما او همچنان یک چهره محلی مهم باقی ماند. او به خاطر شیره‌کش خانه‌هایی که داشت و جمع‌آوری مالیات صاحب قدرت اقتصادی بود.
رمضون یخی بعد از کودتای ۲۸ مرداد ۱۳۳۲ به شاه دوستی معروف شده بود. اما در جریان قیام ۱۵ خرداد ۱۳۴۲ علیه شاه همچون طیب طرف مذهبیون را گرفت. رمضون یخی گفته آنها را خواستند تا (در جریان محرم) سینه‌زنی کنند. او پس از وقوع کودتا از بی‌مروتی شاه گلایه داشت و بر این باور بود که وقتی او و دیگر سران اوباش سلطنت شاه را حفظ کردند رها شدند و به آنان بی‌توجهی شده است. او پس از کودتا همچنان در جمع‌های خانه اسدالله رشیدیان شرکت می‌کرد و به لوطی‌های میدان تره‌بار ادای احترام می‌کرد. پس از دستگیری طیب، رمضون یخی به رشیدیان به‌طور خصوصی یادآوری کرد طیب پول زیادی برای بسیج کردن مردم برای دادن شعار «زنده باد» و «مرده باد» در دولت‌های پیشین خرج کرده و هشدار داد دستگیری او مردم جنوب تهران را ناراضی کرده است. با این که رشیدیان وعده آزادی طیب را داده بود، شاه از اعدام او خودداری نکرد.